# 임치백
임치백(林致百, 1803년 ~ 1846년 9월 20일)은 조선의 천주교 박해 때에 순교한 한국 천주교의 103위 성인 중에 한 사람이다. 세례명은 요셉(Iosephus)이다. 그는 체포되기 전에는 천주교 신자가 아니었다.

## 생애

### 출생과 성장
임치백은 한양과 가까운 한강변의 한 부유한 비천주교 집안에서 태어났다. 그가 어릴 때 어머니가 세상을 떠났고, 그의 아버지는 그를 매우 사랑하였다. 임치백은 착한 소년으로 자랐다. 그는 근 10년 간을 서당에 다니며 한문학을 공부했다. 그리고 나서 그는 무역에 종사했다. 그는 운동과 음악, 시 그리고 예술 등에 뛰어났다. 그는 친구가 많았다.

### 비신자 교우
그의 아내와 자녀들은 세례를 받았지만, 그는 세례를 계속 미루었다. 그는 언제나 천주교인들에게 호의적이었으며, 그들을 돕곤 했다. 그는 천주교와 연관되는 것을 두려워하지 않았다.

#### 체포 및 투옥
1835년에 천주교인들이 체포되었을 때, 임치백은 그들을 돕기위해 포도대에 자원하여 포졸로 복무했다. 그는 언제나 교우들을 보호했다. 1846년에 그의 아들들 중에 선박 주인인 임성룡이 (한국인 처음의 천주교 사제인) 김대건 신부와 동행하여 황해도 서해안으로 갔다가 6월 5일에 김대건 신부와 함께 체포되었다. 임치백은 그 소식들 듣고 황급히 아들이 체포된 곳으로 갔는데, 이미 그의 아들은 황해도 감옥으로 압송된 상태였다. 임치백은 아들을 만나기 위해 옹진(해주) 수영을 찾아가서 천주교인이라 말하여 자수하였고, 며칠 후 한양 포도청으로 압송되었다.

### 옥중 세례
임치백은 감옥에 있을 때 김대건 신부를 만날 기회를 가졌다. 임치백은 김대건 신부의 고결한 성품과 깊은 신앙심과 천주교인들이 그를 성직자로서 존중하고 따른다는 사실에 크게 감명을 받았다. 임치백은 천주교 신자가 되기로 결심하였다. 그는 김대건 신부에게 자신을 감옥에 있도록 해준 하느님의 특별한 은혜에 대하여 감사한다고 말했다. 감옥에서 임치백은 김대건 신부에게 직접 교리 수업을 받고는 세례를 받았고, 요셉이라는 세례명을 갖게 되었다. 따라서 그는 김아기 아가타에 이어 옥중에서 세례를 받은 두 번째 인물이 되었다.

### 고문과 유혹
임치백의 친구들은 그를 구해보려고 감옥으로 찾아와서 그에게 배교를 강권하곤 했다. 때때로 그들은 임치백의 아들 둘과 딸 하나를 감옥에 보내어 그가 배교토록 설득하게끔 만들었지만, 임치백은 굴복하지 않았다. 포장은 화가 나서 임치백을 거꾸로 매달고는 찬혹하게 매질했다.
임치백은 옥살이 3 개월 만에 사형 선고를 받고는 매우 행복해 했다. 그는 다른 수감자들에게 자신이 천국으로 먼저 가서 그들이 올 때, 그들을 반기겠다고 말했다. 하루는 형리가 임치백이 십계명을 외우지 못하고 있음을 들어 그를 조롱했다. 그는 무식한 아들일지라도, 십계명에서 부모를 공경하라고 한 대로 아버지에게 충성을 바칠 수 있다고 말했다.
임치백은 배교를 거부하기를 계속했고, 포장은 그에게 꼬챙이로 찌르는 형벌과, 주뢰형도 사용하였다. 임치백은 고통으로 신음했다. 포장은 임치백의 신음소리를 항복의 신호로 받아들이겠다고 말하자, 임치백은 신음을 멈추었다. 임치백이 체포되었을 때 천주교 신자가 아니었음에도 불구하고, 그 모든 고통스러운 고문을 견디며 목숨이 다할 때까지 그의 신앙이 전혀 꺾이지 않았음은 놀라운 일이었다.

### 순교
관찬 기록에 따르면, 1846년 9월 20일에 임치백은 매를 맞아 죽었다고 한다. 그는 교수형으로 죽었을 수도 있다. 구한말 조선에서 활동한 천주교 선교사 뮈텔 대주교의 증언은 교우들 중 몇 사람은 장살형을 선고 받았지만, 그것으로 죽지 않는 사람들은 교수형으로 죽었다고 한다. 교황청 문서에 따르면, 임치백은 수 차례의 고문 끝에 사실상 교수형을 받아 순교하였다고 한다. 그때 임치백은 나이 44세였다.
임치백의 아들들이 죽은 아버지를 그리며 울고 있을 때, 포장이 그들을 위로하던 중, 그들에게 그들 아버지의 몸 위로 알 수 없는 빛이 비추었다고 말하기도 했다.

## 시복 · 시성
임치백 요셉은 1925년 7월 5일에 로마 성 베드로 광장에서 교황 비오 11세가 집전한 79위 시복식을 통해 복자 품에 올랐고, 1984년 5월 6일에 서울특별시 여의도에서 한국 천주교 창립 200주년을 기념하여 방한한 교황 요한 바오로 2세가 집전한 미사 중에 이뤄진 103위 시성식을 통해 성인 품에 올랐다.

## 참고 문헌
- 가톨릭 사전: 임치백
- Catholic Bishop's Conference Of Korea. 103 Martryr Saints: 임치백 요셉 Ioseph Im Chi-baeg 보관됨 2014-12-28 - 웨이백 머신